# 色囊依勒多爾濟
色囊依勒多爾濟（19世纪—1903年），博尔济吉特氏，清朝喀尔喀蒙古第十五代土谢图汗。
色囊依勒多爾濟是第九代土谢图汗車登多爾濟的玄孙，第十一代土谢图汗額依多布多爾濟的曾孙，第十三代土谢图汗車林多爾濟的孙子，第十四代土谢图汗那遜綽克圖的儿子。光绪二十六年（1900年）那遜綽克圖去世，色囊依勒多爾濟袭封土谢图汗。光绪二十九年（1903年）色囊依勒多爾濟去世，没有儿子，嗣子達什尼瑪即位。
| 前任： 那遜綽克圖 | 土谢图汗 1900年－1903年 | 繼任： 達什尼瑪 |